# État de Zulia
Zulia est un État du Venezuela. Sa capitale est Maracaibo. En 2013, sa population s'élève à 4 023 446 habitants, la plus élevée parmi les États du pays.

## Géographie

### Situation
L'État de Zulia est situé au nord-ouest du Venezuela, autour du lac de Maracaibo. Ce lac est la plus grande masse d'eau en son genre en Amérique latine et son bassin recèle d'importantes réserves pétrolières et gazières. Zulia est un État frontalier, situé juste à l'est de la frontière entre le Venezuela et la Colombie. Il est limité au nord-ouest par la péninsule de Guajira et les montagnes de la Perijá, à l'est par les États de Falcón et de Lara, et au sud par les États de Táchira, de Mérida et de Trujillo.

## Démographie, société et religions

### Démographie
Selon l'Institut national de la statistique (Instituto Nacional de Estadística en espagnol), la population a augmenté de 24.16 % entre 2001 et 2011 et s'élève à 3 704 404 habitants lors de ce dernier recensement puis s'accroit encore puisqu'en 2013, l'État compte 4 023 446 habitants :
| 2001      | 2011      | 2013      |
| --------- | --------- | --------- |
| 2 983 679 | 3 704 404 | 4 023 446 |

## Administration et politique

### Subdivisions
L'État est divisé en 21 municipalités totalisant 110 paroisses civiles :
| Municipalité                 | Localisation | Chef-lieu                 | Nombre de paroisses civiles | Paroisses civiles (capitales) | Population (2001) | Population (2011) | Population (2013) |
| ---------------------------- | ------------ | ------------------------- | --------------------------- | --- | ----------------- | ----------------- | ----------------- |
| Almirante Padilla            |              | El Toro                   | 2                           | Isla de Toas (El Toro) Monagas (San Carlos) | 9 030             | 11 929            | 12 655            |
| Baralt                       |              | San Timoteo               | 6                           | San Timoteo (San Timoteo) General Urdaneta (Ceuta) Libertador (Mene Grande) Manuel Guanipa Matos (El Venado) Marcelino Briceño (El Tigre) Pueblo Nuevo (Pueblo Nuevo) | 73 907            | 89 847            | 97 912            |
| Cabimas                      |              | Cabimas                   | 9                           | Ambrosio (Cabimas) Carmen Herrera (Cabimas) Germán Ríos Linares (Cabimas) La Rosa (Cabimas) Jorge Hernández (Cabimas) Rómulo Betancourt (Cabimas) San Benito (Cabimas) Arístides Calvani (Palito Blanco) Punta Gorda (Punta Gorda) | 223 484           | 263 056           | 299 108           |
| Catatumbo                    |              | Encontrados               | 2                           | Encontrados (Encontrados) Udón Pérez (El Guayabo) | 31 780            | 40 702            | 42 137            |
| Colón                        |              | San Carlos del Zulia      | 5                           | Moralito (El Moralito) San Carlos del Zulia (San Carlos del Zulia) Santa Bárbara (Santa Bárbara) Santa Cruz del Zulia (Santa Cruz del Zulia) Urribarri (Concha) | 107 821           | 128 729           | 153 353           |
| Francisco Javier Pulgar      |              | Pueblo Nuevo-El Chivo     | 4                           | Agustín Codazzi (La Ceibita) Carlos Quevedo (Cuatro Esquinas) Francisco Javier Pulgar (Los Naranjos) Simón Rodríguez (Pueblo Nuevo-El Chivo) | 29 208            | 33 942            | 51 061            |
| Jesús Enrique Lossada        |              | La Concepción             | 4                           | Capital La Concepción (La Concepción) San José (San José) Mariano Parra León (Jobo Alto) José Ramón Yépez (La Paz) | 83 468            | 118 756           | 118 423           |
| Jesús María Semprún          |              | Casigua-El Cubo           | 2                           | Jesús María Semprún (Casigua-El Cubo) Barí (El Cruce) | 23 972            | 30 484            | 39 648            |
| La Cañada de Urdaneta        |              | Concepción                | 5                           | Concepción (Concepción) Andrés Bello (Santo Domingo) Chiquinquirá (La Ensenada) El Carmelo (El Carmelo) Potreritos (Potreritos) | 61 525            | 82 210            | 81 990            |
| Lagunillas                   |              | Ciudad Ojeda              | 6                           | Alonso de Ojeda (Ciudad Ojeda) Campo Lara (Campo Lara) El Danto (Ciudad Ojeda) Eleazar López Contreras (Picapica) Libertad (Ciudad Ojeda) Venezuela (Lagunillas) | 169 400           | 203 435           | 245 283           |
| Machiques de Perijá          |              | Machiques                 | 4                           | Bartolomé de las Casas (Las Piedras) Libertad (Machiques) Río Negro (Río Negro) San José de Perijá (San José) | 93 154            | 122 734           | 140 680           |
| Mara                         |              | San Rafael de El Moján    | 7                           | San Rafael (San Rafael de El Moján) La Sierrita (La Sierrita) Las Parcelas (Las Parcelas) Luis de Vicente (Carrasquero) Monseñor Marcos Sergio Godoy (Cachirí) Ricaurte (Santa Cruz de Mara) Tamare (Tamare) | 155 918           | 207 221           | 248 555           |
| Maracaibo                    |              | Maracaibo                 | 18                          | Antonio Borjas Romero (Maracaibo) Bolívar (Maracaibo) Cacique Mara (Maracaibo) Carracciolo Parra Pérez (Maracaibo) Ceclio Acosta (Maracaibo) Cristo de Aranza (Maracaibo) Coquivacoa (Maracaibo) Chiquinquirá (Maracaibo) Francisco Eugenio Bustamante (Maracaibo) Idelfonzo Vásquez (Maracaibo) Juana de Ávila (Maracaibo) Luis Hurtado Higuera (Maracaibo) Manuel Dagnino (Maracaibo) Olegario Villalobos (Maracaibo) Raúl Leoni (Maracaibo) Santa Lucia (Maracaibo) Venancio Pulgar (Maracaibo) San Isidro (San Isidro) | 1 219 927         | 1 459 448         | 1 561 038         |
| Miranda                      |              | Los Puertos de Altagracia | 6                           | Altagracia (Los Puertos de Altagracia) Ana María Campos (El Mecocal) Faría (Quisiro) San Antonio (El Consejo de Ziruma) San José (Sabaneta de Palmas) José Antonio Chaves (Punta de Piedras) | 78 949            | 97 463            | 101 248           |
| Indígena Bolivariano Guajira |              | Sinamaica                 | 4                           | Sinamaica (Sinamaica) Guajira (Paraguaipoa) Alta Guajira (Cojoro) Elías Sánchez Rubio (El Molinete) | 24 309            | 65 545            | 72 650            |
| Rosario de Perijá            |              | Villa del Rosario         | 3                           | Donaldo García (Barranquitas) El Rosario (Villa del Rosario) Sixto Zambrano (San Ignacio) | 67 712            | 85 006            | 82 451            |
| San Francisco                |              | San Francisco             | 7                           | San Francisco (San Francisco) El Bajo (El Bajo) Domitila Flores (El Silencio) Francisco Ochoa (Sierra Maestra) Los Cortijos (Los Cortijos) Marcial Hernández (Sur América) José Domingo Rus (Urbanización El Caujaro) | 351 958           | 446 757           | 440 553           |
| Santa Rita                   |              | Santa Rita                | 4                           | Santa Rita (Santa Rita) El Mene (El Mene) Pedro Lucas Urribarrí (El Guanábano) José Cenobio Urribarrí (Palmarejo) | 44 119            | 59 866            | 54 748            |
| Simón Bolívar                |              | Tía Juana                 | 3                           | Rafael Maria Baralt (San Isidro) Manuel Manrique (Tía Juana) Rafael Urdaneta (Sabana de La Plata) | 36 225            | 43 831            | 47 535            |
| Sucre                        |              | Bobures                   | 6                           | Bobures (Bobures) Gibraltar (Gibraltar) Heras (San Antonio) Monseñor Arturo Celestino Álvarez (Santa María) Rómulo Gallegos (Caja Seca) El Batey (El Batey) | 50 708            | 60 819            | 67 500            |
| Valmore Rodríguez            |              | Bachaquero                | 3                           | Rafael Urdaneta (Bachaquero) La Victoria (Bachaquero) Raúl Cuenca (El Corozo) | 47 105            | 52 624            | 64 918            |
| Total                        |              |                           | 110                         | | 2 983 679         | 3 704 404         | 4 023 446         |

### Organisation des pouvoirs
Le pouvoir exécutif est l'apanage du gouverneur. L'actuel gouverneur est Manuel Rosales depuis le 22 novembre 2021.
| Photo | Scrutin | Période                               | Nom du gouverneur        | Parti politique | Résultat électoral | Notes |
| ----- | ------- | ------------------------------------- | ------------------------ | --------------- | ------------------ | --- |
|       | 1989    | 1989 - 1992                           | Oswaldo Álvarez Paz      | Copei           | 38.44 %            | Premier gouverneur élu |
|       | 1992    | 1992 - 1993                           | Oswaldo Álvarez Paz      | Copei           | 66.03 %            | Démissionne pour se présenter aux élections présidentielles de 1993.                                                                                          |
|       | 1993    | 1993 - 1996                           | Lolita Aniyar de Castro  | MAS             | 40.74 %            | Première femme élue gouverneure de l'État. |
|       | 1995    | 3 décembre 1995 - 1998                | Francisco Arias Cárdenas | LCR             | 30.45 %            | |
|       | 1998    | 1998 - 30 juillet 2000                | Francisco Arias Cárdenas | LCR             | 54.49 %            | |
|       | 2000    | 2000 - 2004                           | Manuel Rosales           | UNT             | 51.44 %            | |
|       | 2004    | 2004 - 2008                           | Manuel Rosales           | UNT             | 54.03 %            | |
|       | 2008    | 2008 - 2012                           | Pablo Pérez Álvarez      | UNT             | 53.59 %            | |
|       | 2012    | 2012 - 2017                           | Francisco Arias Cárdenas | PSUV            | 52.99 %            | |
|       | 2017    | 15 octobre 2017 - 26 octobre 2017     | Juan Pablo Guanipa       | PJ              | 51.06 %            | Destitué pour ne pas avoir prêté serment devant le comité législatif de l'État de Zulia et n'avoir pas prêté allégeance à l'Assemblée nationale constituante. |
|       | -       | 2017 - décembre 2017                  | Magdely Valbuena         | PSUV            | -                  | intérim jusqu'en décembre quand se tiennent les nouvelles élections.                                                                                          |
|       | 2017    | 10 décembre 2017 - 21 novembre 2021   | Omar Prieto              | PSUV            | 57.35 %            | |
|       | 2021    | Depuis le 22 novembre 2021 (en cours) | Manuel Rosales,          | UNT             | 56.90 %            | Actuel gouverneur |

## Économie
L'État de Zulia est un territoire qui a procuré d'énormes richesses pour le pays en raison de son pétrole et de l'exploitation minière, mais il est également l'une des principales zones agricoles du Venezuela, en mettant en valeur leur contribution dans des domaines tels que l'élevage du bétail, les bananes, les fruits, la viande et le lait entre autres.

## Culture

### Arts
La Gaita zuliana est un genre musicale festif qui célèbre la culture zuliana.

## Sources
- (es) Cet article est partiellement ou en totalité issu de l’article de Wikipédia en espagnol intitulé « Gobernador de Zulia » (voir la liste des auteurs).